# Залески дус Сантус, Элизеу
Элизе́у Зале́ски дус Са́нтус (порт.-браз. Elizeu Zaleski dos Santos; род. 12 ноября 1986, Франсиску-Белтран) — бразильский профессиональный боец смешанного стиля, представитель полусредней весовой категории. Выступает на профессиональном уровне начиная с 2009 года, известен по участию в турнирах бойцовских организаций UFC и Jungle Fight, владел титулом чемпиона Jungle Fight в полусреднем весе.

## Биография
Элизеу Залески дус Сантус родился 12 ноября 1986 года в муниципалитете Франсиску-Белтран штата Парана, Бразилия. В возрасте девяти лет начал заниматься капоэйрой, за что впоследствии получил соответствующее прозвище. В двадцать лет переключился на смешанные единоборства, решив стать профессиональным бойцом.

### Начало профессиональной карьеры
Дебютировал в смешанных единоборствах на профессиональном уровне в ноябре 2009 года, отправив своего соперника в нокаут в первом же раунде. Дрался в небольших бразильских промоушенах, в течение двух лет сумел одержать семь побед подряд.
Первое в профессиональной карьере поражение потерпел в декабре 2011 года раздельным решением судей от Жозе ди Рибамара. Вскоре также уступил Вискарди Андради, во втором раунде попался на удушение сзади и вынужден был сдаться.
В 2013 году помимо прочего выиграл турнир Smash Fight, победив за один вечер сразу двоих соперников.
В период 2013—2014 годов выступал в престижной бразильской организации Jungle Fight, где в пяти боях одержал четыре победы, в том числе завоевал и защитил титул чемпиона в полусредней весовой категории.

### Ultimate Fighting Championship
Имея в послужном списке 14 побед и только 4 поражения, Залески дус Сантус привлёк к себе внимание крупнейшей бойцовской организации мира Ultimate Fighting Championship и в мае 2015 года дебютировал здесь. Поединок против датчанина Николаса Дальбю продлился всё отведённое время, в итоге судьи раздельным решением отдали победу его сопернику.
В 2016 году Залески дус Сантус техническим нокаутом победил россиянина Омари Ахмедова, получив при этом бонус за лучший бой вечера, а также единогласным решением взял верх над японцем Кэйтой Накамурой.
В 2017 году отметился победами над Лайманом Гудом и Максом Гриффином — в обоих случаях был удостоен премии за лучший бой вечера.
На март 2018 года планировался его бой против валлийца Джека Маршмана, однако из-за травмы колена Залески дус Сантус вынужден был сняться с этого турнира. Он вернулся в октагон в мае и в первом же раунде отправил в нокаут американца Шона Стрикленда.

## Статистика в профессиональном ММА
| Боёв 36  | Побед 25 | Поражений 10 |
| -------- | -------- | ------------ |
| Нокаутом | 15       | 3            |
| Сдачей   | 3        | 2            |
| Решением | 7        | 5            |
| Ничьи    | 1        | 1            |

| Результат | Рекорд  | Соперник              | Способ                 | Турнир                                  | Дата             | Раунд | Время | Место                       | Примечание                                                         |
| --------- | ------- | --------------------- | ---------------------- | --------------------------------------- | ---------------- | ----- | ----- | --------------------------- | ------------------------------------------------------------------ |
| Поражение | 25-10-1 | Нил Магни             | TKO (удары)            | UFC on ESPN: Таира vs. Парк             | 2 августа 2025   | 2     | 4:39  | Лас-Вегас, Невада, США      |                                                                    |
| Поражение | 25-9-1  | Чиди Нжокуани         | TKO (удары)            | UFC Fight Night: Веттори vs. Долидзе 2  | 15 марта 2025    | 2     | 2:19  | Лас-Вегас, Невада, США      | Бой в промежуточном весе (172,25), Нжокуани не сделал вес          |
| Победа    | 25-8-1  | Зак Скроггин          | TKO (удары)            | UFC Fight Night: Магни vs. Пратес       | 9 ноября 2024    | 1     | 1:15  | Лас-Вегас, Невада, США      | Бой в промежуточном весе (174), Скроггин не сделал вес             |
| Поражение | 24-8-1  | Рэнди Браун           | Единогласное решение   | UFC 302                                 | 1 июня 2024      | 3     | 5:00  | Ньюарк, Нью-Джерси          |                                                                    |
| Ничья     | 24-7-1  | Ринат Фахретдинов     | Решение большинства    | UFC Fight Night: Алмейда vs. Льюис      | 4 ноября 2023    | 3     | 05:00 | Сан-Паулу, Бразилия         |                                                                    |
| Победа    | 24-7    | Абубакар Нурмагомедов | Раздельное решение     | UFC Fight Night: Кара-Франс vs. Альбази | 3 июня 2023      | 3     | 5:00  | Лас-Вегас, Невада, США      |                                                                    |
| Победа    | 23–7    | Бенуа Сен-Дени        | Единогласное решение   | UFC 267                                 | 30 октября 2021  | 3     | 5:00  | Абу-Даби, ОАЭ               | Залески дос Сантос был лишен 1 очка в 3-м раунде из-за удара в пах |
| Поражение | 22-7    | Муслим Салихов        | Раздельное решение     | UFC 251                                 | 12 июля 2020     | 3     | 5:00  | Абу-Даби, ОАЭ               |                                                                    |
| Победа    | 22-6    | Алексей Кунченко      | Единогласное решение   | UFC Fight Night: Ли vs. Оливейра        | 14 марта 2020    | 3     | 5:00  | Бразилиа, Бразилия          |                                                                    |
| Поражение | 21-6    | Ли Цзинлян            | TKO (удары руками)     | UFC Fight Night: Андради vs. Чжан       | 31 августа 2019  | 3     | 4:51  | Шэньчжэнь, Китай            |                                                                    |
| Победа    | 21-5    | Кёртис Миллендер      | Сдача (удушение сзади) | UFC Fight Night: Андради vs. Чжан       | 9 марта 2019     | 1     | 2:36  | Уичито, США                 |                                                                    |
| Победа    | 20-5    | Луиджи Вендрамини     | KO (удары)             | UFC Fight Night: Сантус vs. Андерс      | 22 сентября 2018 | 2     | 1:20  | Сан-Паулу, Бразилия         |                                                                    |
| Победа    | 19-5    | Шон Стрикленд         | KO (удары)             | UFC 224                                 | 12 мая 2018      | 1     | 3:12  | Рио-де-Жанейро, Бразилия    |                                                                    |
| Победа    | 18-5    | Макс Гриффин          | Единогласное решение   | UFC Fight Night: Брансон vs. Мачида     | 28 октября 2017  | 3     | 5:00  | Сан-Паулу, Бразилия         | "Бой вечера" (3)                                                   |
| Победа    | 17-5    | Лайман Гуд            | Раздельное решение     | UFC on Fox: Вайдман vs. Гастелум        | 22 июля 2017     | 3     | 5:00  | Юниондейл, США              | "Бой вечера" (2)                                                   |
| Победа    | 16-5    | Кэйта Накамура        | Единогласное решение   | UFC Fight Night: Линекер vs. Додсон     | 1 октября 2016   | 3     | 5:00  | Портленд, США               |                                                                    |
| Победа    | 15-5    | Омари Ахмедов         | TKO (удары)            | UFC on Fox: Тейшейра vs. Эванс          | 16 апреля 2016   | 3     | 3:03  | Тампа, США                  | "Бой вечера" (1)                                                   |
| Поражение | 14-5    | Николас Дальбю        | Раздельное решение     | UFC Fight Night: Кондит vs. Алвес       | 30 мая 2015      | 3     | 5:00  | Гояния, Бразилия            |                                                                    |
| Победа    | 14-4    | Эдуарду Рамон         | Сдача (удушение сзади) | Jungle Fight 75                         | 18 декабря 2014  | 2     | 2:07  | Белен, Бразилия             | Защитил титул чемпиона Jungle Fight в полусреднем весе             |
| Победа    | 13-4    | Итамар Роза           | KO (удары руками)      | Jungle Fight 71                         | 19 июля 2014     | 1     | 1:59  | Сан-Паулу, Бразилия         | Выиграл вакантный титул чемпиона Jungle Fight в полусреднем весе   |
| Победа    | 12-4    | Родригу Соуза         | KO (удары руками)      | Jungle Fight 65                         | 2 февраля 2014   | 2     | 2:57  | Баия, Бразилия              |                                                                    |
| Победа    | 11-4    | Жозенилду Рамалью     | KO (удары руками)      | Jungle Fight 59                         | 12 октября 2013  | 1     | 2:42  | Рио-де-Жанейро, Бразилия    |                                                                    |
| Поражение | 10-4    | Гильерме Васконселос  | Сдача (удушение сзади) | Jungle Fight 54                         | 29 июня 2013     | 2     | 2:20  | Рио-де-Жанейро, Бразилия    |                                                                    |
| Победа    | 10-3    | Рикарду Силва         | KO (удары руками)      | Smash Fight                             | 3 мая 2013       | 1     | 1:16  | Куритиба, Бразилия          | Финал турнира в полусреднем весе                                   |
| Победа    | 9-3     | Жилмар Дутра Лима     | KO (удар рукой)        | Smash Fight                             | 3 мая 2013       | 1     | 0:27  | Куритиба, Бразилия          | Полуфинал турнира в полусреднем весе                               |
| Поражение | 8-3     | Франклин Женсен       | Единогласное решение   | Sparta MMA                              | 29 сентября 2012 | 3     | 5:00  | Итажаи, Бразилия            |                                                                    |
| Победа    | 8-2     | Мизаэл Шаморру        | Сдача (удушение сзади) | Beltrão Combat                          | 19 мая 2012      | 2     | 1:35  | Франсиску-Белтран, Бразилия |                                                                    |
| Поражение | 7-2     | Вискарди Андради      | Сдача (удушение сзади) | Max Fight 11                            | 17 марта 2012    | 2     | 1:27  | Сан-Паулу, Бразилия         |                                                                    |
| Поражение | 7-1     | Жозе ди Рибамар       | Раздельное решение     | Amazon Fight 10                         | 7 декабря 2011   | 3     | 5:00  | Белен, Бразилия             |                                                                    |
| Победа    | 7-0     | Жаксон Понтис         | TKO (удары руками)     | Max Fight 10                            | 10 ноября 2011   | 1     | 2:42  | Сан-Паулу, Бразилия         |                                                                    |
| Победа    | 6-0     | Жуан Паулу Праду      | TKO (отказ)            | Vale Fighting Championship              | 6 августа 2011   | 2     | 5:00  | Сан-Паулу, Бразилия         |                                                                    |
| Победа    | 5-0     | Мизаэл Шаморру        | TKO (удары руками)     | Big Bold’s Night                        | 13 ноября 2010   | 1     | N/A   | Каскавел, Бразилия          |                                                                    |
| Победа    | 4-0     | Диегу Роберту         | TKO (ногой в корпус)   | Samurai Fight Combat 3                  | 25 апреля 2010   | 3     | 4:16  | Куритиба, Бразилия          |                                                                    |
| Победа    | 3-0     | Кристиан Тиде Скуэти  | Раздельное решение     | Londrina Fight Show 1                   | 13 декабря 2009  | 3     | 5:00  | Лондрина, Бразилия          |                                                                    |
| Победа    | 2-0     | Велингтон Моргенстерн | KO (удары руками)      | B33 Fight 8                             | 15 ноября 2009   | 1     | 0:00  | Понта-Гроса, Бразилия       |                                                                    |
| Победа    | 1-0     | Дуглас Жандозо        | KO (удары руками)      | G1: Open Fight 7                        | 8 ноября 2009    | 1     | 3:03  | Жуакин-Тавора, Бразилия     | Дебют в полусреднем весе                                           |